# Buraco do Rato
Buraco do Rato é um documentário que aborda alegações de espionagem envolvendo a Vale S.A., uma das maiores mineradoras do mundo. Baseado em denúncias feitas por André Almeida, ex-funcionário da empresa, o filme apresenta uma investigação sobre supostas práticas de monitoramento direcionadas a funcionários, terceirizados, jornalistas, governos e movimentos sociais. O documentário explora questões relacionadas à ética e transparência nos negócios, oferecendo uma perspectiva sobre o papel das corporações e suas responsabilidades sociais.
Produzido pelo Comitê Nacional em Defesa dos Territórios Frente à Mineração, Buraco do Rato propõe um debate sobre os impactos da mineração, especialmente em países como o Brasil, onde a indústria extrativa tem grande importância econômica e suscita discussões sobre suas consequências socioambientais.

## Sinopse
O documentário foca na infiltração e espionagem nos movimentos sociais, ampliando o tema com denúncias sobre o financiamento da Vale no transporte de tropas durante o Massacre de Eldorado do Carajás, em 1996, onde 19 trabalhadores sem terra do Movimento dos Trabalhadores Sem Terra (MST) foram assassinados brutalmente. A narrativa é apresentada sob a ótica do poder de Estado que a Vale S.A. possui no Brasil, utilizando subterfúgios da época da ditadura militar para resolver seus problemas sociais, econômicos e ambientais.
O documentário destaca as seguintes práticas da Vale, usando documentos e depoimentos:
- Intimidação de pessoas, com ameaça de morte;
- Destruição da moral da pessoal localmente;
- Uso de espionagem, paga pela empresa;
- Uso da polícia como sua, corrompendo agentes públicos;
- Uso das Forças Armadas como segurança particular, contra a população,  corrompendo agentes públicos.
- Terrorismo;

## Produção
O documentário foi produzido pela equipe de comunicação do Comitê Nacional em Defesa dos Territórios Frente à Mineração. A produção destaca a influência e o poder da Vale S.A. no cenário político e social brasileiro, revelando práticas controversas e antiéticas da empresa.
O texto ao considerar o documentário critica a empresa por sua falta de ética, destruição ambiental, e envolvimento em incidentes violentos, como o massacre de Eldorado dos Carajás. A Vale é acusada de espionagem, suborno e outras atividades ilícitas para atingir seus objetivos. O documentário, produzido pelo Comitê em Defesa dos Territórios, expõe essas ações e questiona o valor moral da empresa.
Recentemente, tivemos os casos emblemáticos de Bento Rodriguez em Mariana, e Brumadinho. Em seguida, várias barragens foram colocadas em alerta, incluindo a Barragem Doutor, que fica perto da de Bento Rodriguez.

## Recepção
O filme gerou debates significativos sobre a atuação da Vale S.A. e suas práticas empresariais, especialmente em relação aos direitos humanos e ao impacto ambiental. Foi bem recebido por críticos e ativistas, que elogiaram a coragem e a relevância das denúncias apresentadas.

## Traçando paralelos

### Barragem do Doutor
Em Antônio Pereira tem ocorrido algo que lembra o relatado no documentário. Como exemplo, uma moradora indígena relata que foi presa, e ficou presa por alguns dias. Sua horta foi completamente destruída por estar na zona de risco. O que muitos moradores relatam é que os critérios da Vale para remoção é totalmente aleatório. Tem casos de somente uma pessoa ficando em um zona supostamente de risco. A falta de transparência da Vale lembra o documentário. Essa acontecimentos lembram o caso do documentário: compra das polícias locais, compra de políticos, e vigiar pessoas que ela considera de risco. Em um caso emblemático, ela conseguiu construir uma estrada para passar carros grandes, em zona de proteção ambiental, e habitada, chamada da Pedreira em Antônio Pereira. 
Em um movimento, algo que os moradores da região sabem que a Vale faz, ela usa terrorismo jurídico processando as vítimas quando elas se manifestam.